# Sayaka Minami
Sayaka Minami (南さやか Minami Sayaka?,  Prefectura de Yamanashi, Japón, 24 de diciembre de 1983) es una cantante japonesa, e integrante del grupo de J-Pop BeForU.

## Biografía
Tras la salida de Shiyuna Maehara del grupo musical BeForU, a finales de 2004 Konami realiza las audiciones "BeForU Suika Member Audition", donde Sayaka es escogida junto con Lisa Sotohana y Miharu Arisawa para ser parte de la segunda generación de dicho, que sería conocido como BeForU NEXT.
Sus habilidades en el canto le dieron gran reconocimiento de sus productores y compañeras de banda, por lo que en el primer maxisencillo del grupo, "KI·SE·KI", le fue dada la oportunidad de interpretar en solitario el tema "GRADUATION" en una nueva versión. Y poco tiempo después, el 2005, Sayaka colabora con el grupo platoniX para realizar una colaboración con ellos para la canción "Under the Sky", que fue incluida en el videojuego de Bemani "beatmania IIDX 10th style". Este mismo año forma el dueto Cosmos con su hermana mayor Emi Tōjō, creando música para los juegos "pop'n music".
Su primer tema en solitario incluido en un disco fue "Hatsukoi", y también una nueva versión de "Under the Sky", que fueron incluidas en sus versiones originales dentro del segundo álbum de BeForU, lanzado en marzo de 2006. Este mismo año canta en un escenario por primera vez, en la gira de BeForU en honor al lanzamiento del segundo álbum, y aquí cantó temas en solitario y también se presentó con Cosmos como artista invitado.
En 2007 Cosmos lanza su primer miniálbum bajo Konami, y también su tema en solitario "always" fue incluido en el miniálbum que lanzó junto a sus compañeras de BeForU, 6NOTES. Tras la gira nacional, en diciembre de este año, de BeForU se van 4 integrantes. Tras la gran conmoción, Sayaka decide quedarse en el grupo junto con Riyu Kosaka, a la espera de otras 4 integrantes de reemplazo.
Finalmente, en 2008 Sayaka se prepara para la nueva etapa en un BeForU completamente renovado, y también para comenzar una carrera en solitario. Su primer trabajo solista, inicialmente un miniálbum titulado "South Wind", se agendó a ser lanzado al mercado en el mes de marzo, y también se planeó la primera presentación pública del nuevo BeForU en el concierto de Riyu Kosaka "Riyu's Carnival", el mismo mes. Sin embargo, or problemas de salud le es impedido, por orden médica, presentarse en la primera aparición pública del grupo en el concierto de su compañera, y por estos mismos problemas en el mes de abril es anunciado en su sitio oficial su retiro definitivo de la música, causando conmoción entre sus fanáticos. Un concierto de despedida para Sayaka se realiza el 29 de junio de ese año, en el Sunphonix Hall del Yokohama Arena. Su miniálbum, posteriormente reducido a sólo 3 canciones, fue lanzado por Konami sólo a través de internet.

## Canciones en solitario
- Under the Sky (IIDX 12 HAPPY SKY, DDR SuperNOVA)
- :Lanzado bajo el nombre de "Minami Sayaka (BeForU) with platoniX" (南さやか(BeForU) with platoniX)
- Double ♥♥ Loving Heart (IIDX 13 DistorteD)
- :Lanzado bajo el nombre "Tatsh feat. Junko Hirata & Sayaka Minami".
- Under the Sky ～SAYAKA's solo new version～ (BeForU II)
- Hatsukoi (初恋?) (BeForU II)
- always (6NOTES)